# Thames Path
Het Thames Path is een langeafstandswandelpad (National Trail) in Engeland met een lengte van (circa) 294 km, dat de Thames volgt van de bron tot aan de Thames Barrier (met een mogelijkheid tot verlenging van de wandeling met 16 kilometer tot Crayford Ness). De route maakt zoveel mogelijk gebruik van jaagpaden. De route is gemarkeerd met een afbeelding van een eikeltje. De route kan het hele jaar door gelopen worden, maar bij hoog water bestaat de mogelijkheid dat lager gelegen delen overstroomd zijn.

## Afbeeldingen

Markeringsteken
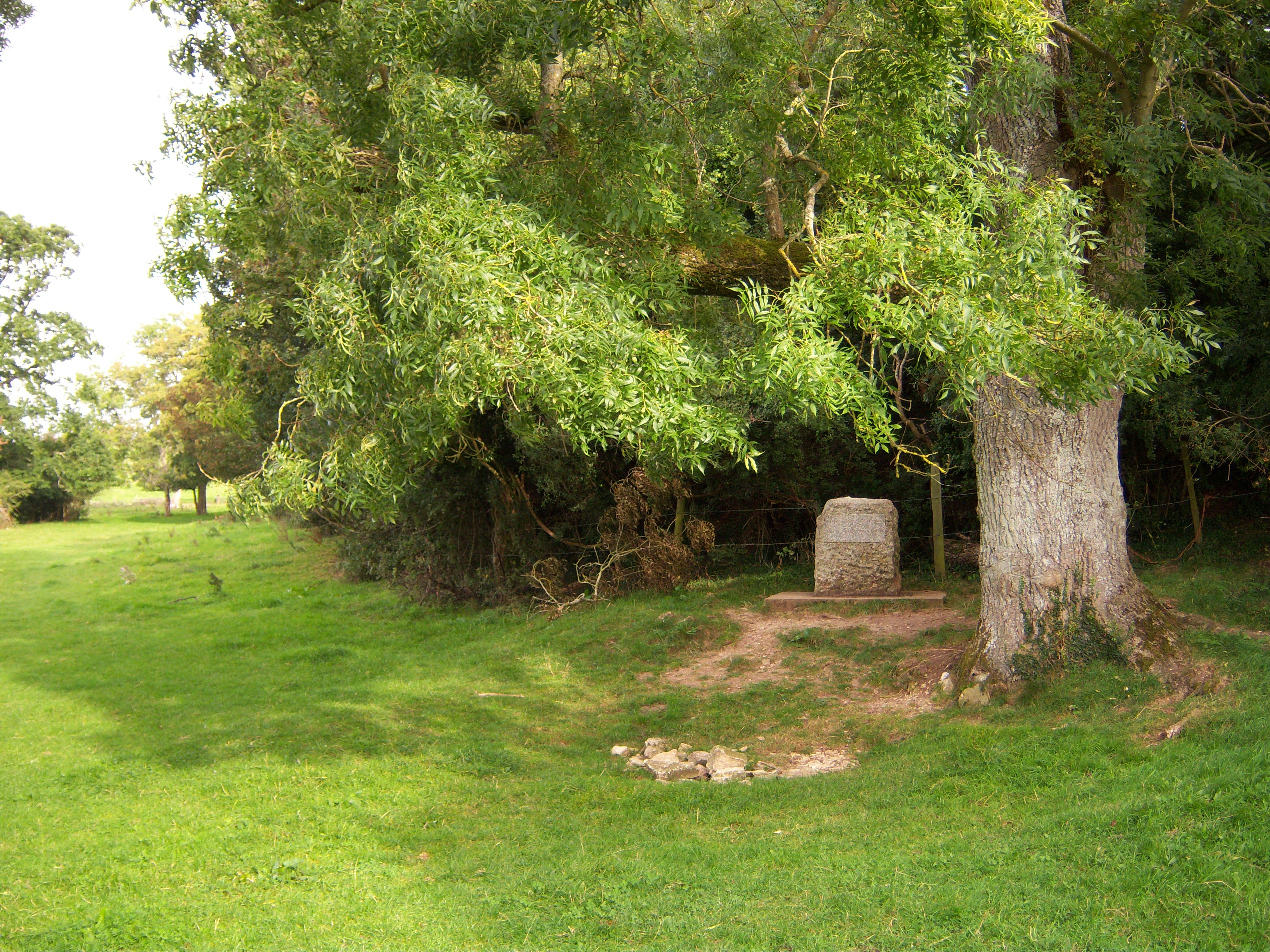
Thames Head, bij Kemble
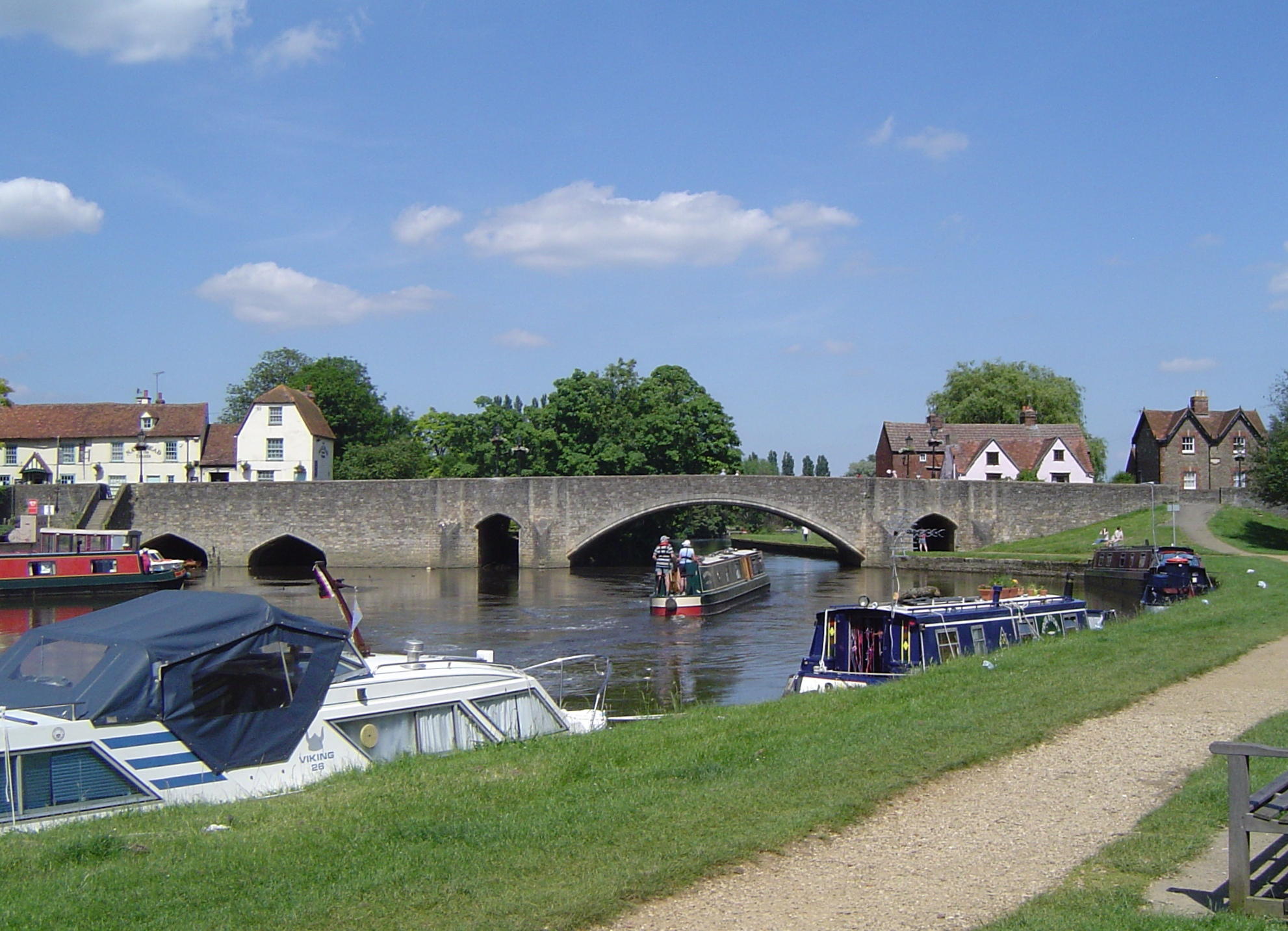
Bij Abingdon-on-Thames
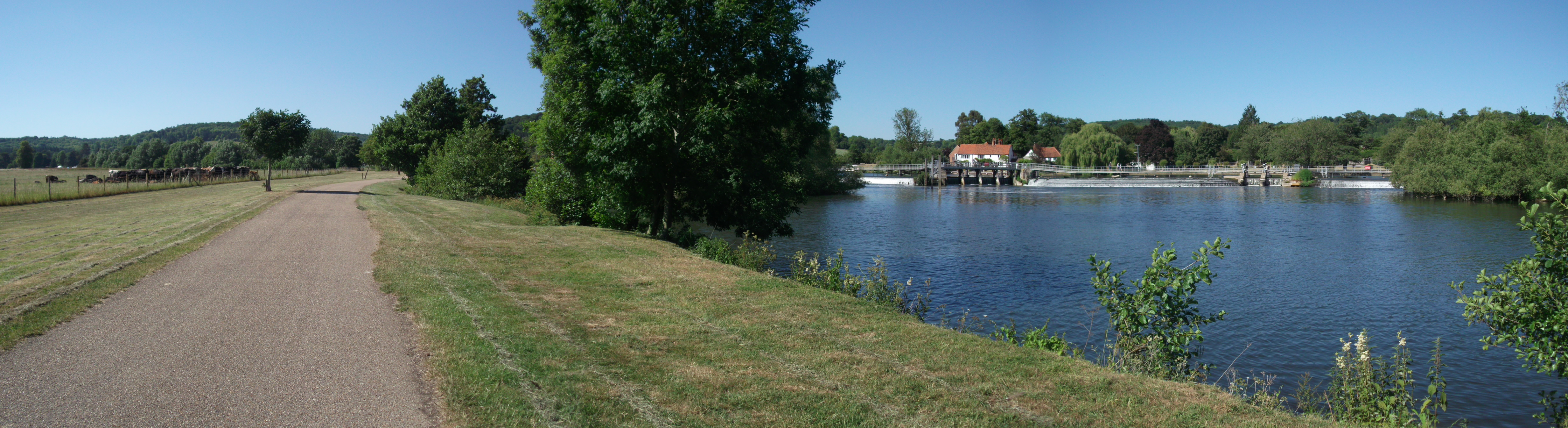
Bij Hambleden Lock
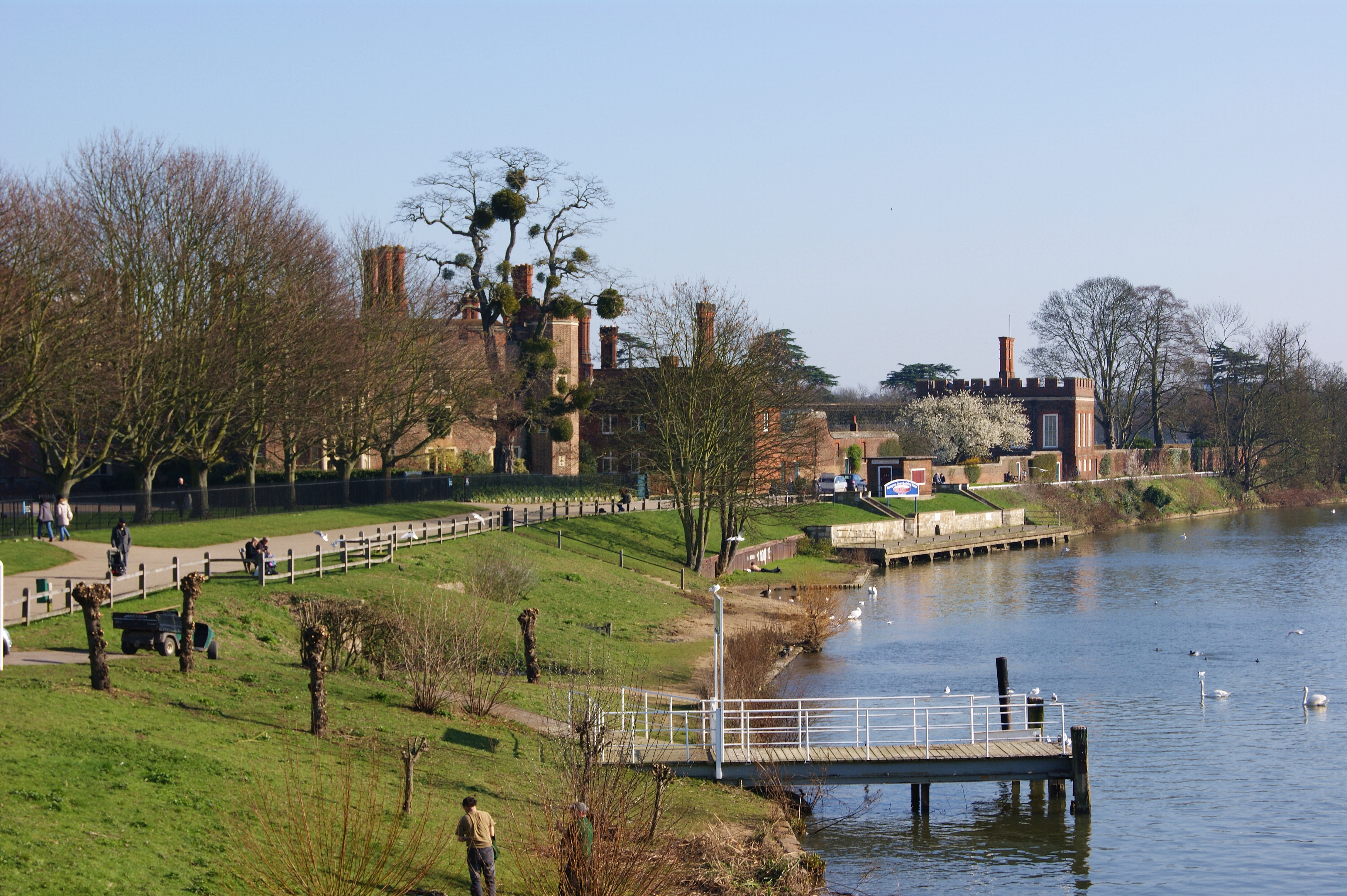
Bij Hampton Court Palace
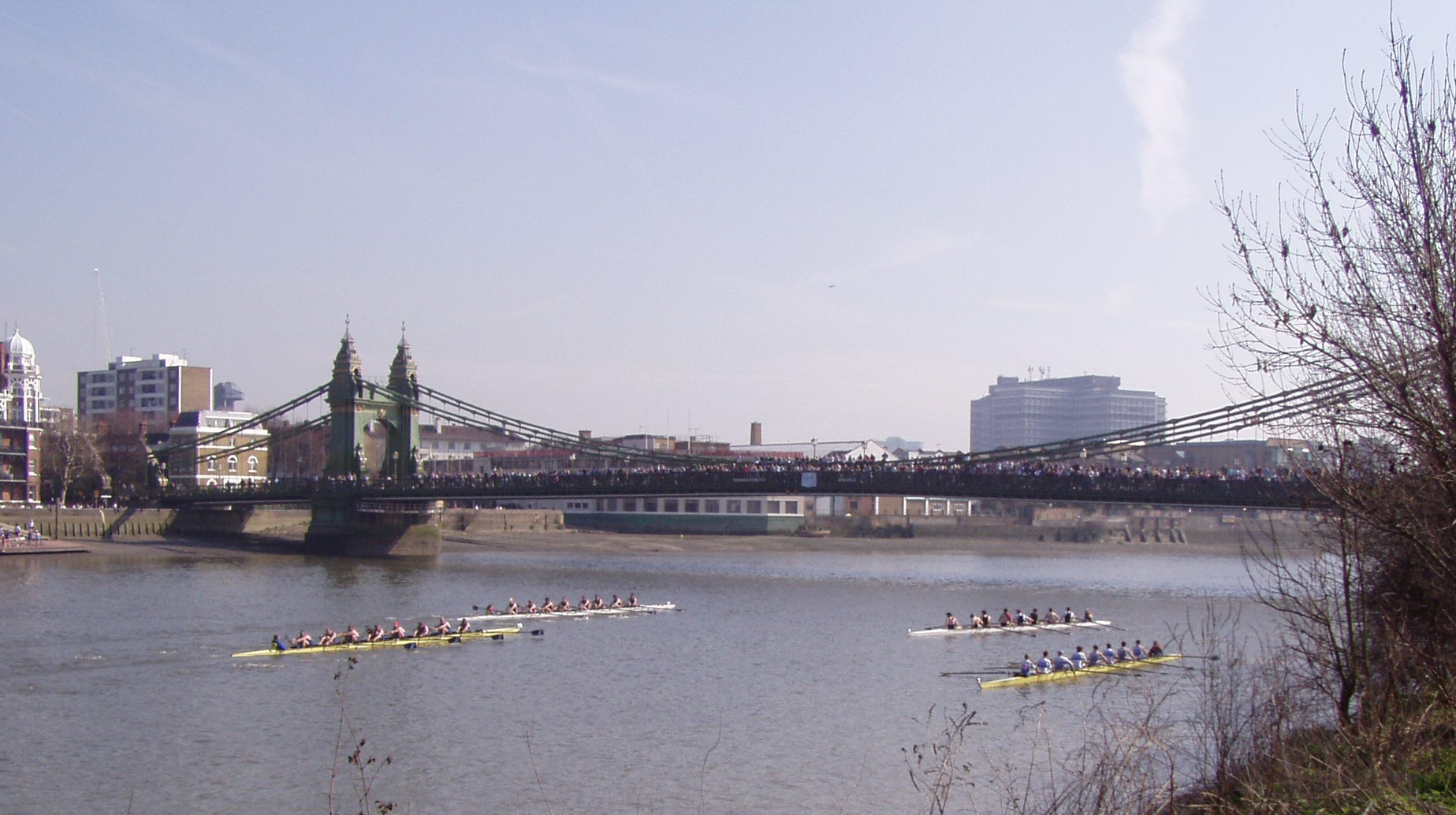
Hammersmith Bridge
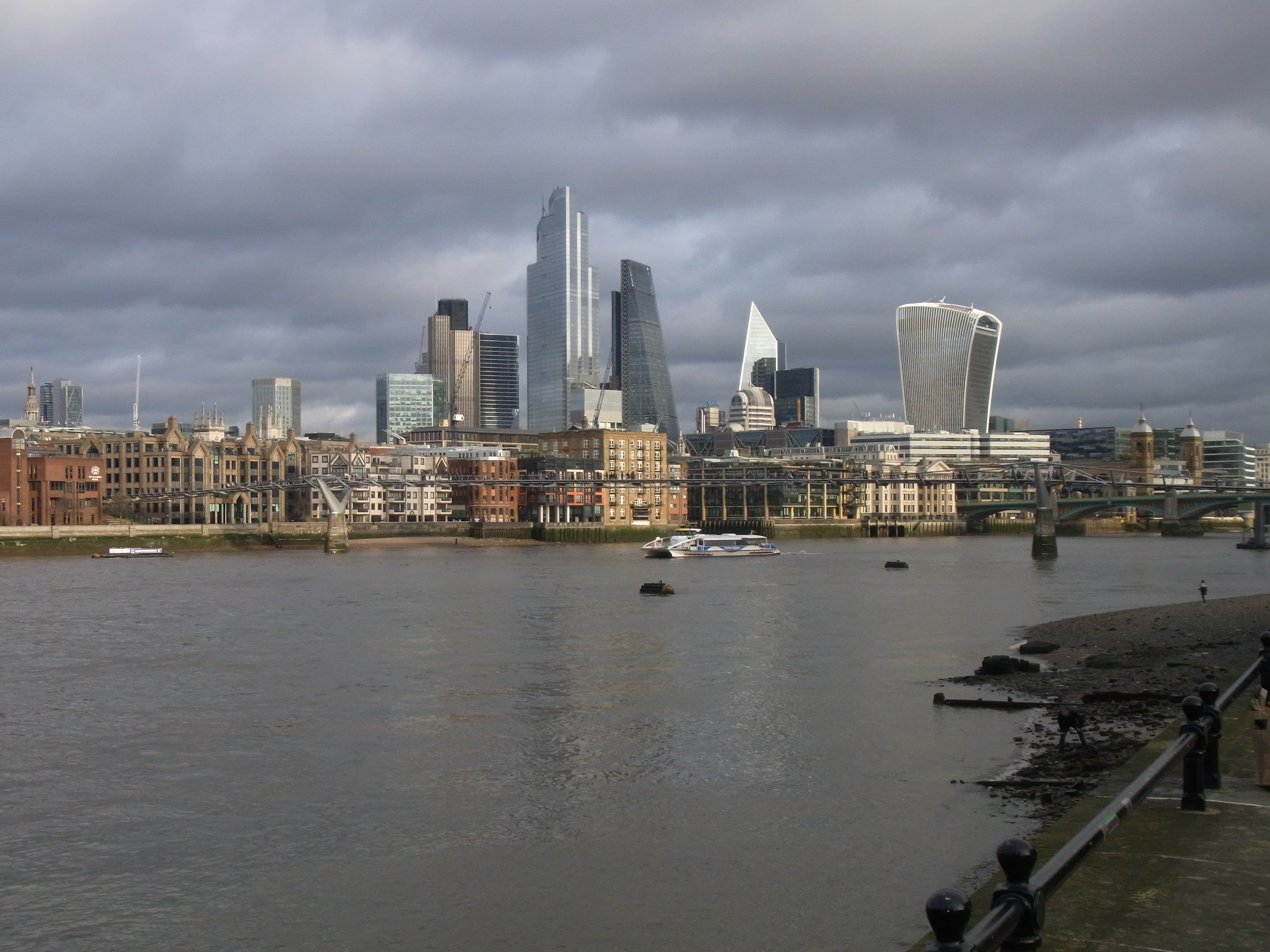
City of London met Millennium Bridge